# Xilithus pseudostella
Espèce
Synonymes
- Otacilia pseudostella Fu, Jin & Zhang, 2014

Xilithus pseudostella est une espèce d'araignées aranéomorphes de la famille des Phrurolithidae.

## Distribution
Cette espèce est endémique de Chine. Elle se rencontre au Gansu, au Sichuan et au Anhui.

## Description
Le mâle holotype mesure 3,15 mm et la femelle paratype 4,24 mm.

## Systématique et taxinomie
Cette espèce a été décrite sous le protonyme Otacilia pseudostella par Fu, Jin et Zhang en 2014. Elle est placée dans le genre Acrolithus par Liu, Li, Zhang, Ying, Meng, Fei, Li, Xiao et Xu en 2022. Acrolithus Liu & Li, 2022, préoccupé par Acrolithus Freytag & Ma, 1988, a été remplacé par Xilithus par Lin et Li en 2023.

## Publication originale
- Fu, Jin & Zhang, 2014 : « Three new species of the genus Otacilia Thorell (Araneae: Phrurolithidae) from China. » Zootaxa, no 3869(4), p. 483-492.